# Аллазио, Мариза
Мари́за Алла́зио (итал. Maria Luisa Lucia Allasio; род. 14 июля 1936, Турин) — итальянская актриса.

## Биография
Дочь футболиста Федерико Аллазио, выступавшего за «Дженоа» и «Торино», впоследствии футбольного тренера, и Лючии Роччиетти.

### Артистическая карьера
С 1952 по 1956 годы Мариза снялась в 8 фильмах, но известность ей принесла роль Джованны в комедии Дино Ризи Бедная, но красивая (1956) и её продолжении Красивые, но бедные (1957). Эта роль и задала тот экранный образ, который Мариза Аллазио пронесла через свою короткую кинокарьеру: обольстительная красотка, т. н. «maggiorata», приковывающая мужской взгляд, общительная, даже раскованная, но при этом имеющая твёрдые моральные принципы и обнаруживающая неожиданную долю наивности в отношениях с мужчинами. Аллазио стала итальянской версией Брижит Бардо, но без примеси злобности и без налёта мелкобуржуазной респектабельности.
Этот типаж актриса повторяла с небольшими вариациями в череде фильмов, воспроизводивших формулу популярной комедии: Susanna tutta panna (1957) Стено, Семь холмов Рима (1957) Роя Роулэнда, Camping Франко Дзеффирелли (1958). В 1957 году вместе с Нунцио Филогамо и Фиореллой Мари блистала на Фестивале в Сан-Ремо.
Последний раз появилась на киноэкране в 1958 году, в комедии Дино Ризи Venezia, la luna e tu. Всего за карьеру снялась в 18 фильмах.

### Замужество
Оставив кинематограф, Мариза Аллазио вышла замуж за Пьера Франческо Кальви, граф Берголо, сына принцессы Иоланды Савойской, старшей дочери короля Виктора Эммануила III и Елены Черногорской. Новобрачные поселились в замке Помаро-Монферрато, в Пьемонте. В этом браке родились: сын — Карло Джорджо Дмитрий Драго Мария Лаэетития граф Конти Кальви ди Берголо (р. 1959) и дочь — Анда Федерика Ангелика Мария графиня Конти Кальви ди Берголо (р. 1962).
В 1970-х годах пара перебралась в Рим и поселилась в парке Вилла Ада, в бывшей резиденции рода Савойских. Там они проживали до 31 января 2000 года, после чего в результате долгой судебной тяжбы были выселены, а резиденция перешла в собственность города.

## Влияние в массовой культуре
Флорентийская группа «новой волны» Diaframma посвятила актрисе песню под названием Marisa Allasio и включила её в альбом 3 Volte Lacrime 1986 года.

## Фильмография
- Perdonami!, Марио Коста (1952)
- Gli eroi della domenica, Марио Камерини (1953)
- Ballata tragica, Луиджи Капуано (1954)
- Cuore di mamma, Луиджи Капуано (1954)
- Le diciottenni, Марио Маттоли (1955)
- Ragazze d’oggi, Луиджи Дзампа (1955)
- Война и мир (War and Peace), Кинг Видор (1956)
- Maruzzella, Луиджи Капуано (1956)
- Бедная, но красивая, Дино Ризи (1956)
- Красивые, но бедные, Дино Ризи (1957)
- Camping, Франко Дзеффирелли (1957)
- Le schiave di Cartagine, Гвидо Бриньоне (1957)
- Marisa la civetta, Мауро Болоньини (1957)
- Susanna tutta panna, Стено (1957)
- Семь холмов Рима, Рой Роулэнд (1958)
- Carmela è una bambola, Джанни Пуччини (1958)
- Nudi come Dio li creò (Nackt, wie Gott sie schuf), Hans Schott-Schöbinger (1958)
- Venezia, la luna e tu, Дино Ризи (1958)

## Озвучивание
Мариза Аллазио довольно часто озвучивала других актрис, в частности:
- Мария Пия ди Мео в Ballata tragica, Ragazze d’oggi, Poveri ma belli, Красивые, но бедные, Marisa la civetta, Venezia, la luna e tu
- Лиселла Висконти в Maruzzella, Le schiave di Cartagine, Carmela è una bambola, Camping
- Миранда Бонансье in Le diciottenni
- Фиорелла Бетти в Семь холмов Рима
- Адриана Асти в Susanna tutta panna